# Martin-Pierre Marsick
Pour les articles homonymes, voir Marsick.
 (juin 2011).
Si vous disposez d'ouvrages ou d'articles de référence ou si vous connaissez des sites web de qualité traitant du thème abordé ici, merci de compléter l'article en donnant les références utiles à sa vérifiabilité et en les liant à la section « Notes et références ».

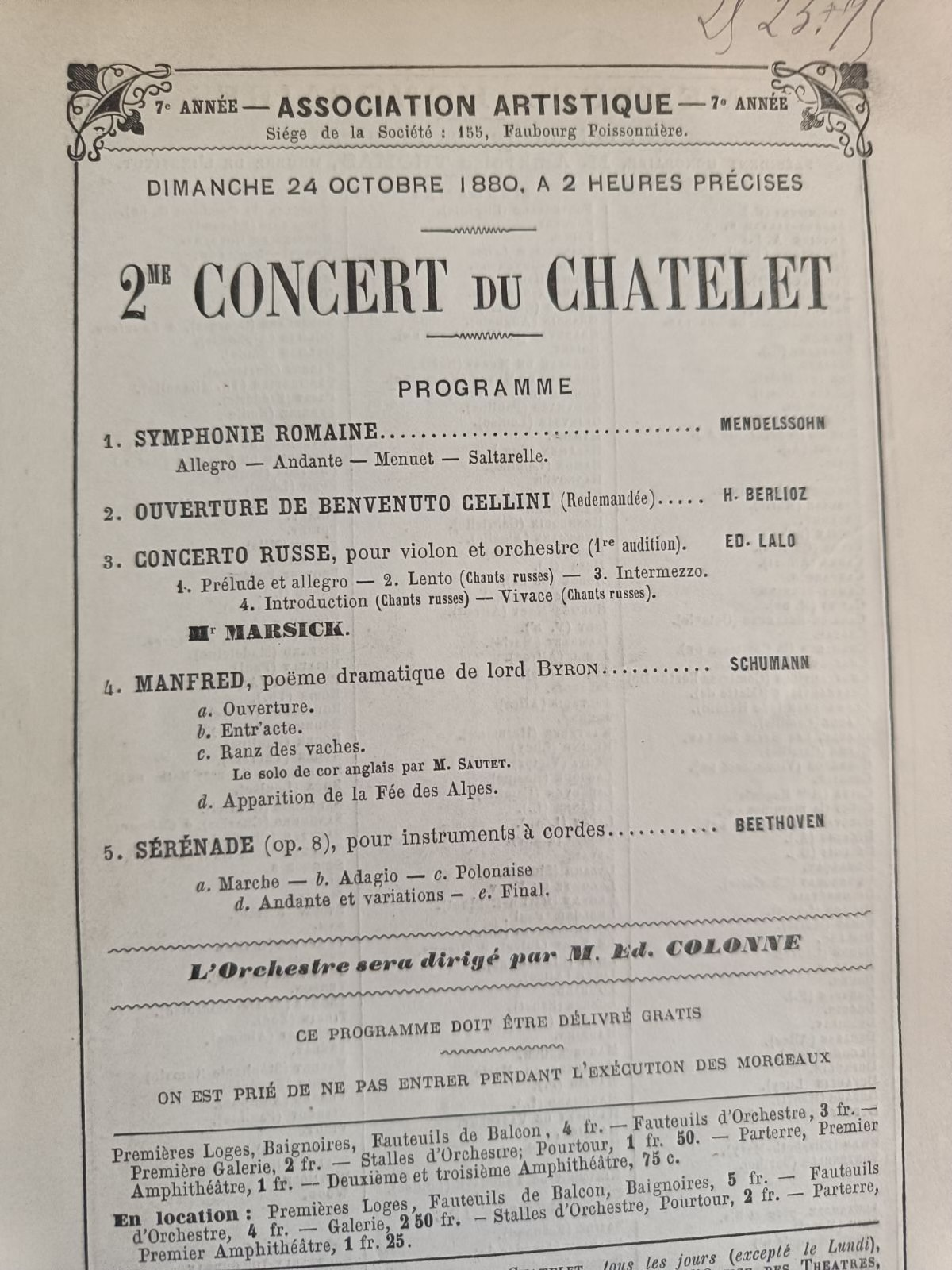

Martin-Pierre Marsick, né le 9 mars 1847 à Jupille-sur-Meuse (Liège) et mort le 21 octobre 1924 à Paris, est un violoniste belge.

## Biographie

### Études
C'est à Jupille-sur-Meuse, à quelques kilomètres de Liège, que naît Martin-Pierre Marsick le 9 mars 1847. Le père, ferblantier de son état, a 28 ans ; la mère, 24 ans. C'est le cinquième enfant d'une famille qui, en 1868, en comptera 18. C'est à l'âge de sept ans que Martin-Pierre  est admis au Conservatoire royal de Musique de Liège, le 2 décembre 1854.
Martin-Pierre est inscrit dans les classes de flûte et de solfège. Second Prix en 1856 et un Premier Prix partagé en 1857. En juin, il est admis dans la classe de violon de M. Dupont. De 1857 à 1861, le jeune garçon progresse  en dépit de « doigts faibles » et de « raideur dans le bras droit ». Il obtient un accessit en 1860, au moment où son frère Louis obtient un premier Prix.
Puis Martin-Pierre Marsick passe dans la classe de Désiré Heynberg, un Liégeois qui a formé bon nombre de grands violonistes. En dépit d'un Second Prix partagé en 1862, Heynberg trouve que Martin-Pierre n'est pas à son affaire, qu'il ne travaille pas pour cause d'absentéisme fréquent. Deux ans plus tard, il termine ses études au conservatoire avec un Second Prix partagé d'orgue et, pour le violon, la plus haute distinction, la Médaille en Vermeil, qu'il obtient avec la plus grande distinction.
Martin-Pierre Marsick quitte l'établissement à l'âge de 18 ans et part à Bruxelles étudier avec Hubert Léonard. En juin 1868, il est admis dans la classe de Joseph Massart au Conservatoire National Supérieur de musique de Paris. Massart note que « Martin-Pierre a des qualités supérieures et fera certainement honneur au Conservatoire ». En juillet 1869 il obtient un premier prix (ex-aequo) à l'unanimité. Il reçoit 100 francs, et sans doute aussi un violon. Il étudie peu de temps avec Joseph Joachim le dédicataire du concerto pour violon de Brahms à Berlin.

### Carrière

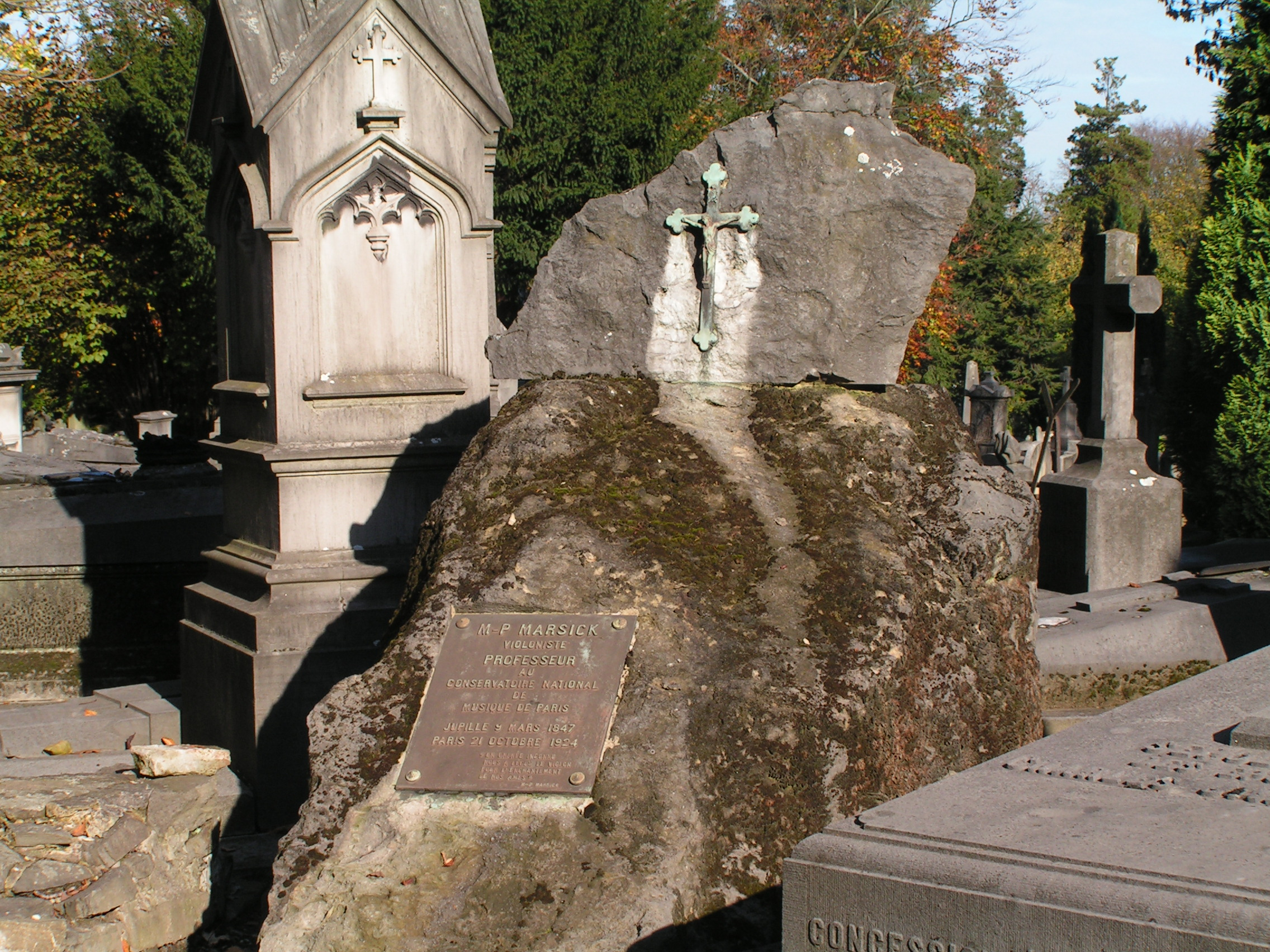
Tombe de Martin-Pierre Marsick au cimetière de Robermont

S'il s'illustre dans le répertoire pour violon Bach, Beethoven, Bruch, Lalo, Mendelssohn, Saint-Saëns, Tchaïkowski, Vieuxtemps, Widor, Wieniawski aux Concerts Lamoureux, aux Concerts Colonne ou aux Concerts Pasdeloup de Jules Pasdeloup, c'est en formation de chambre que Marsick donne la pleine mesure de son talent, notamment la Sonate de Fauré (op.13), celle de Saint-Saëns (op.75) -qui lui est du reste dédiée-, le premier trio de Chaminade, un trio de Lalo, ou le Quintette pour piano et cordes de Franck. Le 13 février 1880, il crée le Concerto pour violon no 2 de Saint-Saëns.
Du début de sa carrière en 1875 à 1886, il se produit surtout à la Société nationale de musique. Il fonde le quatuor Marsick avec Guillaume Rémy ou Richard Loys (violon 2), Louis Van Waefelghem (alto) et Jules Delsart ou André Hekking (violoncelle) lui-même premier violon. À l'occasion Marsick monte quelques quatuors notamment avec Joseph Joachim, lorsque celui-ci est de passage à Paris en 1886, ou des trios avec le violoncelliste russe Anatole Brandoukoff et le pianiste Vladimir de Pachmann. Il fréquente beaucoup les salons, chez les Chaminade, Camille St Saëns, le violoncelliste Charles Lebouc, le pianiste Louis Diémer. On le voit aussi chez la cantatrice Pauline Viardot
En 1895, après des tournées en Angleterre et en Russie, il part pour l'Amérique avec une série de concerts à New York, San Francisco, Toronto et Montréal. Il y donne le même programme, le concerto no 4 en ré mineur de Vieuxtemps, le concerto no 3, en ré mineur de Bruch et le concerto pour violon de Lalo qui reçoivent un accueil enthousiaste du public et de la critique. À San Francisco, il est accompagné par Ignacy Paderewski. En 1892 il est nommé professeur au Conservatoire national supérieur de musique et de danse de Paris, en remplacement d'Eugène Sauzay.
Pendant huit ans il formera toute une génération d'élèves dont trois deviendront célèbres : Carl Flesch, premier prix en 1894, Jacques Thibaud, en 1896 et Georges Enesco, en 1899. Ce dernier reconnaîtra plus tard tout ce qu'il doit à Martin-Pierre Marsick. À cette liste de violonistes, il faut ajouter le nom de Pierre Monteux, plus connu comme chef d'orchestre mais également violoniste et altiste de grand talent.
En 1900, sa carrière de professeur prend fin brutalement, sur fond de scandale. En octobre 1899, Marsick demande au directeur, Théodore Dubois, un congé de deux mois. Il obtient le congé et quitte la capitale avec sa maîtresse pour l'Amérique (Madame Brès-Chouanard telle que mentionnée dans les mémoires familiales et l'acte d'achat de de vente du Stradivarius Marsick de 1705 ). Dans une missive de la Nouvelle-Orléans, en février 1900 (archives nationales, dossier de professeur de Martin-Pierre Marsick), il remet sa démission, se voyant, écrit-il, dans l'impossibilité de rentrer à temps pour les concours. Sa démission est acceptée le 1er avril 1900, ce qui sonne le glas de sa carrière. 
Marsick végète pendant quelques années aux États-Unis, à Chicago où vient de s'ouvrir une école belge de violon. Rentré en France au début du siècle, il reprend sa fonction de pédagogue. 
Divorcé de Berthe Mollot, et n'ayant aucun descendant ni héritier à réserve, il a fait un testament, en février 1920, faisant d'une jeune cantatrice, Suzanne Decourt sa légataire universelle. C'est à elle, connue dans le monde musical sous le nom de Mitza Rosario, qu'il avait dédié, en 1912, l'une de ses dernières compositions, Pur Amour. 
Sa santé n'est pas très bonne, il écrit : 

« La vie étant de plus en plus pénible, je continue à travailler autant que mes forces me le permettent ; j'ai beaucoup d'amis dévoués qui m'ont entouré pendant ma longue maladie. J'ai eu, entre autres maux, des crises nerveuses terribles qui auraient abattu un bœuf »

— lettre à Armand Marsick, 24 janvier 1924.
Le 21 octobre 1924, Martin-Pierre Marsick s'éteint à Paris. Le 27 ses obsèques ont lieu à la basilique Saint-Martin, à Liège, la même où il avait été baptisé soixante-dix-sept ans plus tôt. Pendant la messe de funérailles est interprété un Ave Maria qu'il a composé exactement deux mois avant sa mort et qui porte l'inscription « À chanter à l’Église à mon enterrement ». Curieusement, dans les dernières années de sa vie, Martin-Pierre, lui qui avait souvent dénigré sa terre natale, souhaitait ardemment y revenir. Son vœu est donc exaucé et, sur le parvis de l'église, après les discours d'usage, son corps est remis à la ville de Liège. Martin-Pierre Marsick est inhumé au cimetière de Robermont, dans une concession entretenue à perpétuité par la ville de Liège.

### Le violoniste
Il n'est pas facile de se faire une idée juste de la technique et de la façon de jouer d'un violoniste dont nous ne disposons d'aucun enregistrement. Il faut donc s'en remettre aux commentaires de ses contemporains ou de ses élèves. Nous avons vu tout le bien qu'Henri Vieuxtemps pensait du jeu du jeune Marsick. Le compositeur russe César Cui, l'un des fondateurs du groupe des Cinq, l'a connu à Moscou et à Saint-Pétersbourg. Il lui a dédié une Suite Concertante. Voici ce qu'il pense du jeu de Marsick : 

« La technique de M. Marsick est très variée. Le son de son instrument est rond, ample, plein de chaleur ; la pureté d'intonation est remarquable et s'étend jusqu'aux sons harmoniques les plus élevés. La vélocité dans les traits est surprenante. Toutes les nuances lui sont accessibles depuis le sentiment le plus profond jusqu'à la joie la plus brillante, la plus folle. Mais ces contrastes sont ennoblis par un goût exquis et qui ne s'écarte pas des limites du vrai art »

— La gazette musicale, janvier 1886
Martin-Pierre Marsick a joué sur un violon d'Andrea Amati et deux violons de l'âge d'or d'Antonio Stradivari, le stradivarius Marsick (1705) et le stradivarius ex-Marsick (1715).

### Le compositeur
L'activité de compositeur de Martin-Pierre Marsick n'est pas primordiale. Au contraire d'un Georges Enesco qui se disait compositeur, et violoniste pour gagner sa vie, Marsick est d'abord et avant tout un violoniste. Il n'en demeure pas moins qu'il compose une quarantaine d'œuvres, la plupart de courtes pièces pour le violon, comme cela était d'ailleurs d'usage à l'époque. Son poème de mai remporte du reste un franc succès. Presque toutes ses œuvres sont éditées, chez Durand, Sénart, Schott, Enoch (les œuvres sont déposées à la Bibliothèque nationale de France et à la Bibliothèque royale de Belgique).
Il compose également un drame lyrique, Le Puits, sur un livret d'Auguste Dorchain, dont il ne semble y avoir eu aucune représentation ; une pièce pour quintette à cordes, flûte et clarinette, Souvenir de Naples, op.33 ; un quatuor pour piano, violon, alto et violoncelle, op.43, dont ce qui pourrait bien être la première audition eût lieu à l'Université de Liège dans le cadre des Concerts de Midi de la Ville de Liège le 23 octobre 1997, avec le concours des Belgian Chamber Artists. Une seconde audition eut lieu le 28 octobre dans le cadre des concerts de l'Automne musical à Louvain-la-Neuve ; on notera, heureuse coïncidence, que le violoniste du quatuor, Jerrold Rubinstein, fut premier violon de l'orchestre dirigé par Paul Louis Marsick, fils d'Armand et petit-neveu de Martin-Pierre. Après la guerre, une chronique intitulée « Vie Chère » remplace dans Le Figaro la chronique « Salons ». Un style de vie s'est écroulé, en même temps qu'une multitude de petites monarchies, et l'heure n'est plus ni à la Belle Époque, ni aux leçons de musique pour jeunes filles de bonne famille. En pleine guerre, en mars 1917, Martin-Pierre Marsick a passé le cap des soixante-dix ans. Ses années de vieillesse seront quelque peu tristes, voire pathétiques. Bien qu'il parvienne encore à trouver des élèves, il a constamment peur de les perdre et de voir ainsi fondre son gagne pain. À tel point qu'il refuse même de se rendre chez son neveu à Bilbao pour fêter Noël de 1922. Il joue encore un peu, mais de petites choses sans conséquences dans des concerts de type plutôt « paroissial ».

### L'écrivain
Il publie en 1906 un petit ouvrage intitulé EUREKA, une série d'expériences pour « se mettre en doigts en quelques minutes » (archives BnF) et qu'il déclare être infaillible ! Carl Flesh qualifiera l'opuscule de « grandement problématique ». Il travaille également à un ouvrage plus important sur la technique du violon qu'il annonce déjà dans EUREKA, comme une réforme complète de l'enseignement du violon. La Grammaire du violon, avec de nombreuses photographies et illustrations (en particulier sur la position du poignet et la tenue de l'archet) à laquelle il travaille depuis plusieurs années, ne sera publiée qu'en 1924, peu de temps avant sa mort.

## Œuvres (liste partielle)
Scène
- Le Puits, Drame lyrique (c.1900); livret d'Auguste Dorchain

Musique de chambre
- Rêverie  en si majeur pour violon et piano, Op. 4 (1879)
- 2 Morceaux pour violon et piano, Op. 6 (1879)
  1. Adagio
  2. Scherzando
- Pater noster, Prière pour violon et piano avec orgue ad libitum, Op. 7 (1882)
- 3 Pièces pour violon ou violoncelle et piano, Op. 8 (1882)

3. Capriccioso en la mineur
- Airs de Ballet de Françoise de Rimini de Ambroise Thomas, 2 Transcriptions pour violon et piano (1883)
  1. Adagio et Capriccio
  2. Pastorale, Scherzo, Habanera
- Rêverie no 2 pour violon et piano ou quatuor à cordes, Op. 15 (1885)
- Song pour violon et piano, Op. 16 (1891)
- Tarentelle pour violon et piano, Op. 19 (1897)
- Nocturne pour violon et piano, Op. 20 (1897)
- Poème d'été pour violon et piano, Op. 24 (1900)
  1. Captivante
  2. Exaltation
  3. Attente
  4. Valse triomphe
- Fleurs des cimes pour violon et piano, Op. 25
- Valencia (au gré des flots) pour violon et piano, Op. 26
- Les Hespérides pour violon et piano, Op. 27
- Petites fleurs musicales de l'âme pour violon et piano (1901)
- Petite romance expressive pour violon et piano, Op. 32 (1901)
- Souvenir de Naples pour 2 violons, alto, violoncelle, contrebasse, flûte et clarinette, Op. 33
- Quatuor avec piano pour violon, alto, violoncelle et piano, Op. 43
- Au pays du soleil, Poème pour violon et piano

Pédagogique
- Eureka!, Mécanisme nouveau pour "se mettre en doigts" en quelques minutes, Op. 34 (1905)
- La Grammaire du violon (1924)